# 蒙古能源
蒙古能源有限公司（蒙古能源）(MEC)（港交所：0276）是一家於蒙古及中國西北部新疆經營礦業及能源的公司。蒙古能源於百慕達註冊成立，並於香港交易所上市。蒙古能源前稱“新世界數碼”，並於 2008 年5月30日加入摩根士丹利資本國際 (MSCI) 香港指數。新世界發展的鄭裕彤、鄭家純父子也是蒙古能源的股東之一。

## 歷史

### 前身
1999年8月9日，透過保華地產集團有限公司，於香港交易所換取主板上市。蒙古能源前稱“新世界數碼”，在1999年隨科網熱潮下成立，主營資訊科技解決方案。及後互聯網泡沫爆破後，公司轉歸平淡。但在鄭裕彤助手魯連城掌政後，該公司初期的物業投資業務收益反成為市場焦點。2005年，公司首度變身，宣布發展私人飛機包機服務，並購下一架Gulfstream G200型號私人噴射機。2007年，公司又再變身為資源股，斥資12億港元收購蒙古國和中國新疆的煤礦點和煤礦資產，並把公司改稱“蒙古能源”，其後更聲稱與中國大陸的國企合作開發資源項目。2007年3月31日，該公司與包括深圳航空在內等合營夥伴組成合營企業AUBA，並取得可由外資參與的中國航空運營人運行合格證。

### 業務轉型
於2007-2008年財政年度，蒙古能源已於蒙古西部收購66,000公頃（660平方公里）煤炭、黑色及有色金屬資源專營權區。
2007年1月至2月期間，蒙古能源就其首個煤炭資源專營權區進行收購，該專營權區位於蒙古西部胡碩圖及達爾維，面積達34,000公頃（340平方公里）。蒙古能源的股東於2007年4月批准此項收購。同年 5 月，蒙古能源收購位於蒙古西部 Gants Mod的煤炭、黑色及有色金屬資源專營權區，面積為32,000公頃（320平方公里）。於2007年9月，蒙古能源與中國遠洋運輸（集團）總公司就擬進行的運輸擔保展開合作。2007年12月，蒙古能源收購位於蒙古西部487,509公頃（4,875.09平方公里）石油及天然氣勘探專營權區的20%利益，有關交易現處於可行性研究的階段。蒙古能源與中國石油大慶石油管理局合作勘探及發展有關的專營權。
蒙古能源在胡碩圖66,000公頃（660平方公里）專營權區當中，在超過600公頃（6.0平方公里）的範圍內進行勘探工程，並於2008年1月取得決定性的勘探報告，確定專營權區內蘊藏豐富的煤炭資源。同年 3 月，蒙古能源收購關於中國新疆若羌縣的多種金屬項目的利益，當中包括已勘探的鎢與錫資源。此項目將於2009年年中完成。
於2008-2009年財政年度，蒙古能源繼續進行收購。2008年5月，蒙古能源續收購煤炭、黑色及有色金屬資源專營權。是次收購位於Olan Bulog及戈壁阿爾泰，面積約260,000公頃（2,600平方公里），致使蒙古能源於蒙古西部的專營權區總面積達330,000公頃（3,300平方公里）。其後，蒙古能源收購一家資源公司的25%股權，此資源公司於新疆從事煤炭資源專營權達20億噸，因此蒙古能源於此專營權及其他可能發展的項目中佔20%權益。
 2008年9月，蒙古能源於競爭激烈的國際投標中，成功奪得Ergel第十二區石油區塊，取得蒙古南部逾1,180,000公頃的石油與天然氣專營權的20%權益。

## 營運
蒙古能源透過其附屬公司，就蒙古及中國新疆的煤炭、黑色及有色金屬，以及石油與天然氣資源的專營權，從事收購、勘探及開採。 截至2009年，蒙古能源已支配合共330,000公頃（3,300平方公里）的專營權區，並計劃於2009年年中開始年產300萬噸焦煤；於2012年之前，焦煤的產量將增加至每年800萬噸。

## 股價飛升事件
自宣佈購入蒙古國西部的礦區後，該公司的股價由2007年初的$0.27港元躍升至2008年5月30日的$17.7港元，往績市盈率高達2855倍，市值達1070億港元，超越中國大陸第二大煤企中煤能源及第四大煤企兗州煤業，直逼1183億的神華能源。

## 派息紀錄
公司股票於2004年7月6日曾進行合併，每20股合併為1股。其後為了購買Gulfstream G200私人飛機，曾於2005年進行過兩次供股如下：
- 2005年1月10日，以港幣$0.15，每1股供2股
- 2005年11月14日，以港幣$0.2，每2股供1股

但公司自股票合併至今，多年來從未派發過一次股息。

## 疑問
2007年9月，中國大陸權威雜誌《財經》同系的《財經時報》刊出頭版文章，用「大中華第一妖股」來形容蒙古能源，並對它提出六大質疑：
1. 蒙古法律訂明礦山資源是國有，並可隨時收回，公司未有交代這個風險。
2. 項目的煤炭儲量數字，是前蘇聯地質學家1960年代資料，同時公司聲稱提供儲量資料的蒙古地質及礦物資源研究院，《財經時報》翻查蒙古機構，未有發現上述機構存在。
3. 公司聲稱可將蒙古煤運至新疆，但新疆亦有大量煤礦，根本毋須捨近取遠。
4. 公司與中國航空港建設集團總公司簽訂煤礦基地設施合同，僅值3986萬人民幣，連興建百萬噸級的煤礦設施也不夠。
5. 公司聲稱先後與「中國石油總公司」、「國家電力投資總公司」及「中國航天技術發展總公司」等所謂國企簽訂合作意向書，但翻查資料，卻找不到這些與知名國企相近公司的資料。
6. 蒙古的煤礦，基本已各有其主，質疑公司是否真的能夠輕易取得有關礦產的勘探許可。

蒙古能源承認與它合作「中國石油總公司」不是中國石油，而是「主要負責大型項目分配的國有企業」。不過，它否認指控，不是單靠消息炒作刺激股價，公司管理層更率領香港傳媒遠赴蒙古煤礦，力證其煤礦投資「千真萬確」，並安排當地官員表示支持集團計劃，強調有足夠法律保障外資權益，不會胡亂收回礦區。於2007年9月，蒙古能源的法務總監率頒香港的傳媒實地採訪胡碩圖的礦區及會見蒙古國的官員去“查訪真偽”。
另一項質疑是為何蒙古能源可以輕易取得價值連城的資源，而為蒙古國所做的只是很少。蒙古能源其後清楚解釋蒙古能源實質須要為蒙古國做很多的事情。蒙古能源須要修建現有由蒙古西部至中國新疆邊境的道路，同時，蒙古能源須要興建二座位價值人民幣65億元之600MW發電廠。因此，蒙古能源須要巨額投資協助開發蒙古國西部，為其創造就業機會及為其供應電力。蒙古能源希望對環境的影嚮可以減至最低。

## 相關連結
- 蒙古能源有限公司網站（页面存档备份，存于）